# 辽海街道
辽海街道，是中华人民共和国辽宁省铁岭市银州区下辖的一个乡镇级行政单位。

## 行政区划
辽海街道下辖以下地区：
铁路社区、八三社区、城南社区、心悦社区、吉祥园社区、银兴社区、安康社区、长青园社区和银州工业园区社区。